# Celyphus ruficollis
Celyphus ruficollis är en tvåvingeart som beskrevs av Macquart 1843. Celyphus ruficollis ingår i släktet Celyphus och familjen Celyphidae.
Artens utbredningsområde är Guyana. Inga underarter finns listade i Catalogue of Life.